# Teorema de fluctuació-dissipació
El teorema de fluctuació-dissipació (FDT) o relació de fluctuació-dissipació (FDR) és una eina poderosa en física estadística per predir el comportament dels sistemes que obeeixen un equilibri detallat. Atès que un sistema obeeix un equilibri detallat, el teorema és una prova que les fluctuacions termodinàmiques d'una variable física prediuen la resposta quantificada per l'admitància o la impedància (en el seu sentit general, no només en termes electromagnètics) de la mateixa variable física (com el voltatge, diferència de temperatura, etc.), i viceversa. El teorema de la fluctuació-dissipació s'aplica tant als sistemes mecànics clàssics com als quàntics.
El teorema de la fluctuació-dissipació va ser provat per Herbert Callen i Theodore Welton el 1951 i ampliat per Ryogo Kubo. Hi ha antecedents al teorema general, incloent l'explicació d'Einstein del moviment brownià durant el seu annus mirabilis i l'explicació de Harry Nyquist el 1928 del soroll de Johnson en resistències elèctriques.

## Visió general qualitativa i exemples
El teorema de la fluctuació-dissipació diu que quan hi ha un procés que dissipa energia, convertint-la en calor (per exemple, fricció), hi ha un procés invers relacionat amb les fluctuacions tèrmiques. Això s'entén millor tenint en compte alguns exemples:
- Arrossegament i moviment brownià

Si un objecte es mou a través d'un fluid, experimenta arrossegament (resistència de l'aire o resistència del fluid). L'arrossegament dissipa l'energia cinètica, convertint-la en calor. La fluctuació corresponent és el moviment brownià. Un objecte en un fluid no s'asseu quiet, sinó que es mou amb una velocitat petita i que canvia ràpidament, ja que les molècules del fluid xoquen amb ell. El moviment brownià converteix l'energia tèrmica en energia cinètica, el contrari de l'arrossegament.
- Resistència i soroll de Johnson

Si el corrent elèctric passa per un bucle de filferro amb una resistència, el corrent anirà ràpidament a zero a causa de la resistència. La resistència dissipa l'energia elèctrica, convertint-la en calor (escalfament Joule). La fluctuació corresponent és el soroll de Johnson. Un bucle de filferro amb una resistència en realitat no té un corrent zero, té un corrent petit i fluctuant ràpidament causat per les fluctuacions tèrmiques dels electrons i àtoms de la resistència. El soroll de Johnson converteix l'energia tèrmica en energia elèctrica, al revés de la resistència.
- Absorció de llum i radiació tèrmica

Quan la llum incideix sobre un objecte, una part de la llum s'absorbeix, fent que l'objecte sigui més calent. D'aquesta manera, l'absorció de la llum converteix l'energia lluminosa en calor. La fluctuació corresponent és la radiació tèrmica (per exemple, la resplendor d'un objecte "calent al vermell"). La radiació tèrmica converteix l'energia tèrmica en energia lluminosa, al revés de l'absorció de la llum. De fet, la llei de Kirchhoff de la radiació tèrmica confirma que com més eficaçment absorbeix la llum un objecte, més radiació tèrmica emet.

## Exemples en detall
El teorema de la fluctuació-dissipació és un resultat general de la termodinàmica estadística que quantifica la relació entre les fluctuacions en un sistema que obeeix un equilibri detallat i la resposta del sistema a les pertorbacions aplicades.

### Moviment brownià
Per exemple, Albert Einstein va assenyalar en el seu article de 1905 sobre el moviment brownià que les mateixes forces aleatòries que causen el moviment erràtic d'una partícula en moviment brownià també causarien arrossegament si la partícula fos estirada a través del fluid. En altres paraules, la fluctuació de la partícula en repòs té el mateix origen que la força de fricció dissipativa contra la qual cal treballar si s'intenta pertorbar el sistema en una direcció determinada.
A partir d'aquesta observació, Einstein va poder utilitzar la mecànica estadística per derivar la relació Einstein-Smoluchowski.
{\displaystyle D={\mu \,k_{\rm {B}}T}}
que connecta la constant de difusió D i la mobilitat de la partícula μ, la relació entre la velocitat de deriva terminal de la partícula i una força aplicada. k B és la constant de Boltzmann i T és la temperatura absoluta.

Un diagrama de circuit d'un filtre de pas baix RC de primer ordre simple.

### Soroll tèrmic en una resistència
El 1928, John B. Johnson va descobrir i Harry Nyquist va explicar el soroll Johnson–Nyquist. Sense corrent aplicat, la tensió quadrada mitjana depèn de la resistència {\displaystyle R}, {\displaystyle k_{\rm {B}}T}, i l'ample de banda {\displaystyle \Delta \nu } sobre la qual es mesura la tensió:
{\displaystyle \langle V^{2}\rangle \approx 4Rk_{\rm {B}}T\,\Delta \nu .}
Aquesta observació es pot entendre a través de la lent del teorema de fluctuació-dissipació. Prenguem, per exemple, un circuit senzill format per una resistència amb una resistència {\displaystyle R} i un condensador amb una petita capacitat {\displaystyle C}. La llei de voltatge de Kirchhoff cedeix
{\displaystyle V=-R{\frac {dQ}{dt}}+{\frac {Q}{C}}}
i per tant la funció de resposta d'aquest circuit és
{\displaystyle \chi (\omega )\equiv {\frac {Q(\omega )}{V(\omega )}}={\frac {1}{{\frac {1}{C}}-i\omega R}}}
En el límit de baixa freqüència {\displaystyle \omega \ll (RC)^{-1}}, la seva part imaginària és senzillament
{\displaystyle {\text{Im}}\left[\chi (\omega )\right]\approx \omega RC^{2}}
que llavors es pot vincular a la funció de densitat espectral de potència {\displaystyle S_{V}(\omega )} de la tensió mitjançant el teorema de fluctuació-dissipació
{\displaystyle S_{V}(\omega )={\frac {S_{Q}(\omega )}{C^{2}}}\approx {\frac {2k_{\rm {B}}T}{C^{2}\omega }}{\text{Im}}\left[\chi (\omega )\right]=2Rk_{\rm {B}}T}
El soroll de tensió de Johnson-Nyquist {\displaystyle \langle V^{2}\rangle } es va observar dins d'una amplada de banda de freqüència petita {\displaystyle \Delta \nu =\Delta \omega /(2\pi )} centrat al voltant {\displaystyle \omega =\pm \omega _{0}}. Per tant
{\displaystyle \langle V^{2}\rangle \approx S_{V}(\omega )\times 2\Delta \nu \approx 4Rk_{\rm {B}}T\Delta \nu }

## Formulació general
El teorema de la fluctuació-dissipació es pot formular de moltes maneres; una forma especialment útil és la següent:
Sigui {\displaystyle x(t)} un observable d'un sistema dinàmic amb hamiltonià {\displaystyle H_{0}(x)} subjectes a fluctuacions tèrmiques. L'observable {\displaystyle x(t)} fluctuarà al voltant del seu valor mitjà {\displaystyle \langle x\rangle _{0}} amb fluctuacions caracteritzades per un espectre de potència {\displaystyle S_{x}(\omega )=\langle {\hat {x}}(\omega ){\hat {x}}^{*}(\omega )\rangle }. Suposem que podem activar un camp variable en el temps i espacialment constant {\displaystyle f(t)} que altera l'Hamiltonià a {\displaystyle H(x)=H_{0}(x)-f(t)x}. La resposta de l'observable {\displaystyle x(t)} a un camp que depèn del temps {\displaystyle f(t)} es caracteritza en primer ordre per la funció de susceptibilitat o resposta lineal {\displaystyle \chi (t)} del sistema
{\displaystyle \langle x(t)\rangle =\langle x\rangle _{0}+\int _{-\infty }^{t}\!f(\tau )\chi (t-\tau )\,d\tau ,}
on la pertorbació s'activa adiabàticament (molt lentament) a {\displaystyle \tau =-\infty }.
El teorema de la fluctuació-dissipació relaciona l'espectre de potència a dues cares (és a dir, freqüències positives i negatives) de {\displaystyle x} a la part imaginària de la transformada de Fourier {\displaystyle {\hat {\chi }}(\omega )} de la susceptibilitat {\displaystyle \chi (t)} : {\displaystyle S_{x}(\omega )=-{\frac {2k_{\mathrm {B} }T}{\omega }}\operatorname {Im} {\hat {\chi }}(\omega ).}que es compleix sota la convenció de la transformada de Fourier
{\displaystyle f(\omega )=\int _{-\infty }^{\infty }f(t)e^{-i\omega t}\,dt}. El costat esquerre descriu les fluctuacions en {\displaystyle x}, el costat dret està estretament relacionat amb l'energia dissipada pel sistema quan és bombat per un camp oscil·latori {\displaystyle f(t)=F\sin(\omega t+\phi )}. L'espectre de fluctuacions revela la resposta lineal, perquè les fluctuacions passades provoquen fluctuacions futures mitjançant una resposta lineal sobre si mateix.
Aquesta és la forma clàssica del teorema; les fluctuacions quàntiques es tenen en compte substituint {\displaystyle 2k_{\mathrm {B} }T/\omega } amb {\displaystyle \hbar \,\coth(\hbar \omega /2k_{\mathrm {B} }T)} (el límit del qual per {\displaystyle \hbar \to 0} és {\displaystyle 2k_{\mathrm {B} }T/\omega } ). Es pot trobar una prova mitjançant la reducció LSZ, una identitat de la teoria quàntica de camps.
El teorema de la fluctuació-dissipació es pot generalitzar d'una manera senzilla al cas de camps dependents de l'espai, al cas de diverses variables o a un entorn de mecànica quàntica.